# Peter Agius
Peter Aguis, född 9 april 1979 i St. Julian's på Malta, är en maltesisk politiker. Han har suttit i Europaparlamentet sedan 2024.
Aguis har i över 20 år arbetat i Europeiska unionens institutioner innan han 2024 blev invald i Europaparlamentet. I skrivande stund (2025) är han ledamot av utskottet för den inre marknaden och konsumentskydd och utskottet för framställningar samt suppleant i utskottet för jordbruk och landsbygdens utveckling och utskottet för folkhälsa.